# Elf Uhr nachts
Elf Uhr nachts (Originaltitel: Pierrot le fou) ist ein 1965 erschienenes Liebesdrama von Jean-Luc Godard nach dem Roman Obsession von Lionel White.

## Handlung
Ferdinand Griffon geht widerwillig mit seiner Frau auf eine Feier seines Schwiegervaters. Bald hält er es nicht mehr aus, da sämtliche Gäste (außer dem Regisseur Samuel Fuller; Cameo) in platter Werbesprache sprechen, und trifft in seiner Wohnung auf seine Ex-Freundin Marianne Renoir, die als Babysitter angestellt wurde. Da ihn sein gegenwärtiges Leben im Wohlstand langweilt, haut er mit Marianne, die ihn „Pierrot“ nennt, ab. Bald darauf wird er in einen Mordfall verwickelt, worauf die beiden nach Süden fliehen. Sie schlagen sich mit Diebstählen durch und halten es nie lange an einem Ort aus.
Als Gangster hinter Marianne her sind, werden sie getrennt. Marianne verschwindet auf einer Mittelmeerinsel. Ferdinand findet sie einige Wochen später in Toulon wieder. Dort hat sie einen Liebhaber, der als Waffenschmuggler arbeitet. Erneut überredet Marianne Ferdinand zu einer gefährlichen Aktion, während der sie zwei Männer, die eine Yacht kaufen wollten, erschießt und ihnen das Geld abnimmt. Daraufhin flüchten Marianne und ihr Liebhaber mit einem Boot und lassen Ferdinand allein auf dem Festland zurück. Als dieser ihnen mit einem Schiff, der Weißen Taube, auf eine Insel folgt, wird Marianne bei einem Feuergefecht zwischen ihrem Liebhaber und Ferdinand tödlich getroffen und stirbt in Ferdinands Armen. Daraufhin bindet er sich mehrere Stangen Dynamit um den Kopf und sprengt sich in die Luft. In der Schlusssequenz hört man ihre beiden Stimmen aus dem Off. Marianne: Wir haben sie wiedergefunden. Ferdinand: Was denn? Marianne: Die Ewigkeit. Ferdinand: Die Ewigkeit ist das Meer. Marianne: …und die Sonne. – Ende –

## Kritiken
„Ein romantischer junger Mann nimmt eine Leiche in seiner Wohnung zum Anlaß, aus der bürgerlichen Gesellschaft auszubrechen und sich dem Abenteuer der Freiheit zu überlassen. Zwischen Improvisation und Reflexion, zwischen Komödie und Tragödie schwankender, mit Anspielungen und Zitaten gespickter Film, in dem Jean-Luc Godard Eigenes und Fremdes mit der Allüre des nur seiner Inspiration verpflichteten Poeten durcheinandermischt.“

## Auszeichnungen
- British Film Institute Awards 1965: Sutherland Trophy für Jean-Luc Godard
- Internationale Filmfestspiele von Venedig 1965: Nominierung für einen Goldenen Löwen (Jean-Luc Godard)
- British Film Academy Award 1967: Nominierung für Jean-Paul Belmondo als bester ausländischer Darsteller